# Parasaurolophus
Parasaurolophus var en planteædende dinosaurus, der levede i den sene kridttid, omkring 76-73 millioner år siden.